# Acanthagrion lancea
Acanthagrion lancea là một loài chuồn chuồn kim trong họ Coenagrionidae.
Acanthagrion lancea được Selys miêu tả khoa học năm 1876.